# Universität Hiroshima

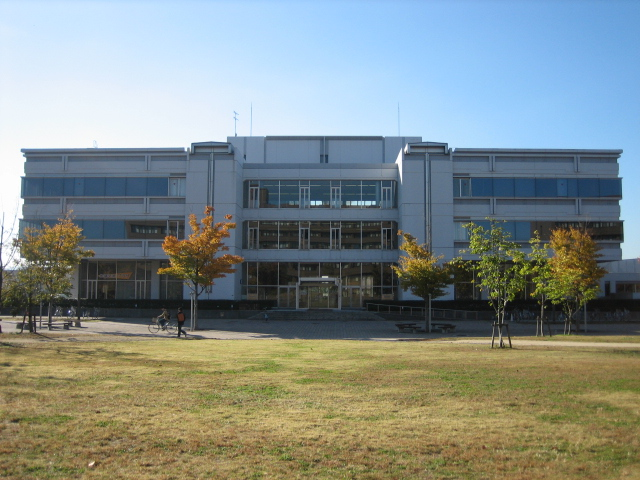
Die Zentrale Bibliothek im Higashihiroshima-Campus

Die Universität Hiroshima (japanisch 広島大学, Hiroshima daigaku, kurz: Hirodai (広大)) ist eine staatliche Universität in Japan. Der Hauptcampus liegt in Higashihiroshima in der Präfektur Hiroshima.

## Geschichte
Die Universität wurde 1949 durch den Zusammenschluss folgender Schulen gegründet:
- die Geistes- und Naturwissenschaftliche Hochschule Hiroshima (広島文理科大学, Hiroshima bunrika daigaku, gegründet 1929),
- die Höhere Normalschule Hiroshima (広島高等師範学校, Hiroshima kōtō shihan gakkō, gegründet 1902),
- die Höhere Normalschule für Frauen Hiroshima (広島女子高等師範学校, Hiroshima joshi kōtō shihan gakkō, gegründet 1945),
- die Oberschule Hiroshima (広島高等学校, Hiroshima kōtō gakkō, gegründet 1923),
- die Normalschule Hiroshima (広島師範学校, Hiroshima shihan gakkō, gegründet 1874),
- die Jugend-Normalschule Hiroshima (広島青年師範学校, Hiroshima seinen shihan gakkō in Fukuyama, gegründet 1922),
- das Technikum Hiroshima (広島工業専門学校, Hiroshima kōgyō semmon gakkō, gegründet 1920), und
- das Städtische Technikum Hiroshima (広島市立工業専門学校, Hiroshima-shiritsu kōgyō semmon gakkō, gegründet 1945).

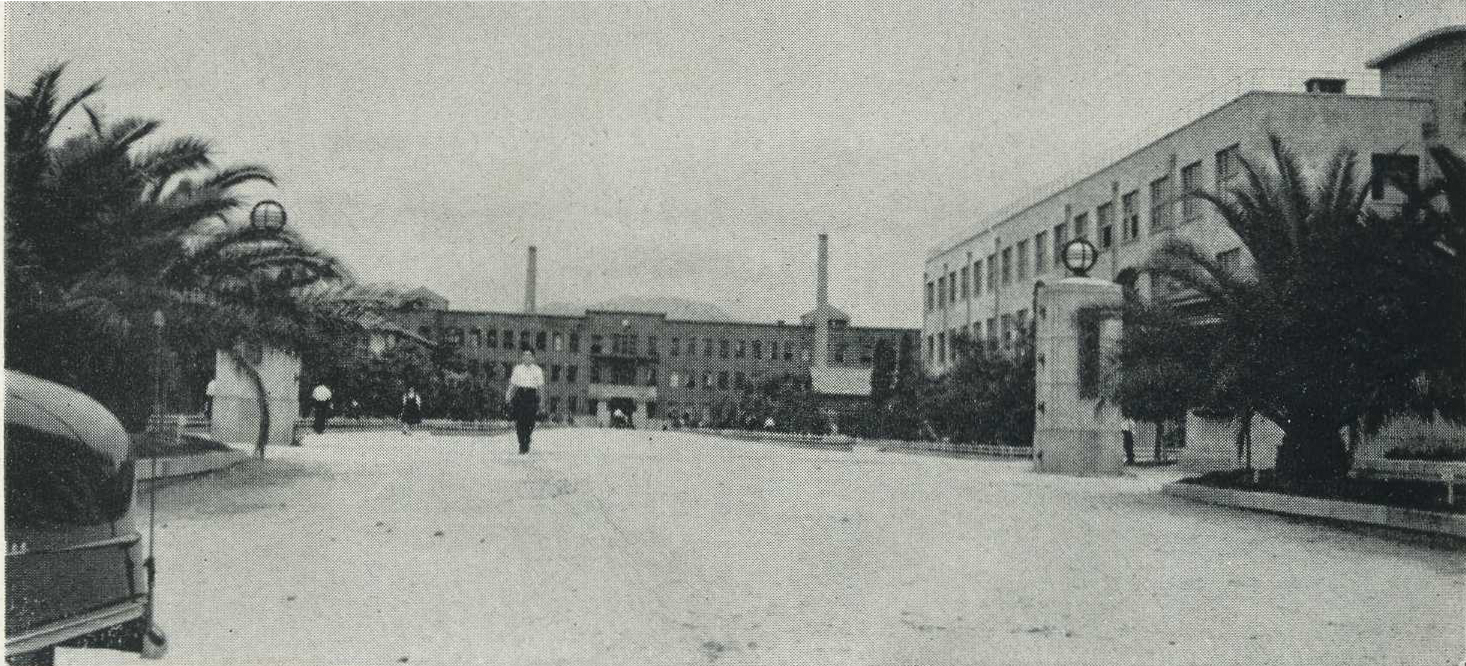
Universität Hiroshima im Jahr 1955

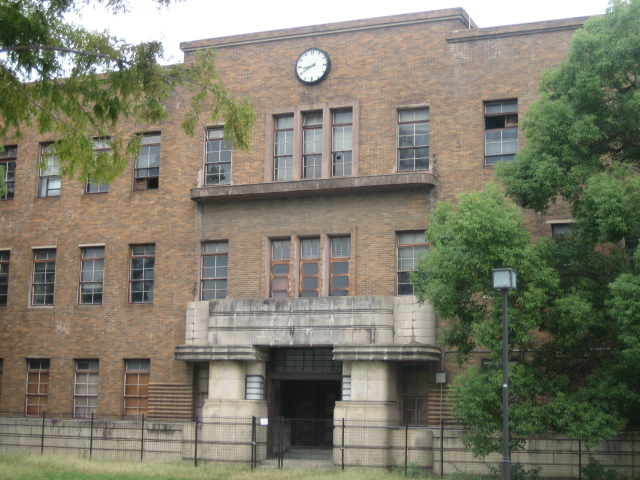
Das ehemalige Hauptgebäude der Geistes- und Naturwissenschaftlichen Hochschule Hiroshima, gebaut 1931

Die Geistes- und Naturwissenschaftliche Hochschule Hiroshima, eine der Vorgängerinnen der Universität, wurde 1902 als Höhere Normalschule Hiroshima gegründet, die zweite Höhere Normalschule nach Tokio (gegründet 1886, heute: Universität Tsukuba); die höhere Normalschule (高等師範学校, kōtō shihan gakkō) war die staatliche Bildungsanstalt, um die Lehrer an den Normalschulen (Bildungsanstalten für Grundschullehrer), Mittelschulen, höheren Mädchenschulen zu erziehen. Sie diente als erzieheliches Zentrum Westjapans. Die Schule gründete 1918 den Aufbaukurs für Moralerziehung (徳育専攻科, 2-jährig), der 1929 sich zur Geistes- und Naturwissenschaftlichen Hochschule entwickelte. Am 6. August 1945 während des Pazifikkrieges wurden die Hochschule und Höhere Normalschule durch den Atombombenabwurf schwer geschädigt (Sie standen etwa 1,5 Kilometer weg vom Explosionszentrum. 34° 22′ 55,4″ N, 132° 27′ 30,5″ O). Die hölzernen Schulgebäude wurden zerstört, nur überlebte das starke Hauptgebäude der Hochschule die Explosion. Sie verloren etwa 130 Professoren, Studenten und Mitarbeiter. Die anderen Vorgängerinnen der Universität, außer der Jugend-Normalschule damals in Akitakata, wurden auch durch die Atombomben geschädigt (zum Beispiel, das Technikum Hiroshima verlor 102 Leute).
Die Universität Hiroshima wurde mit sechs Fakultäten eröffnet: (1) Geisteswissenschaften, (2) Pädagogik, (3) Politik- und Wirtschaftswissenschaften, (4) Naturwissenschaften, (5) Ingenieurwissenschaften, und (6) Fischerei und Tierhaltung. 1953 wurde die ehemalige präfekturale Medizinische Hochschule Hiroshima (広島医科大学, Hiroshima ika daigaku, gegründet 1945) zur Fakultät für Medizin. Sie gründete dann mehr Fakultäten: Zahnmedizin (1965), Interdisziplinäre Wissenschaften (1974), Rechtswissenschaft (1977), Wirtschaftswissenschaften (1977), Bioproduktion (1979) und Pharmazie (2006).
Die Fakultäten lagen in den einigen kleinen Standorte, also wollte die Universität einen größeren Campus. 1982 wurde der neue Higashihiroshima-Campus (etwa 2,5 km2) eröffnet und die Fakultäten außer den medizinischen Fakultäten (Medizin und Zahnmedizin) und Abendkurse zogen in den Campus.

## Fakultäten
- Higashihiroshima-Campus (in Higashihiroshima, 34° 24′ 0,5″ N, 132° 42′ 47,9″ OKoordinaten: 34° 24′ 0,5″ N, 132° 42′ 47,9″ O):
  - Fakultät für Interdisziplinäre Wissenschaften (jap. 総合科学部, engl. Faculty of Integrated Arts and Sciences)
  - Fakultät für Geisteswissenschaften
  - Fakultät für Pädagogik
  - Fakultät für Rechtswissenschaft
  - Fakultät für Wirtschaftswissenschaften
  - Fakultät für Naturwissenschaften
  - Fakultät für Ingenieurwissenschaften
  - Fakultät für Bioproduktion (jap. 生物生産学部, engl. Faculty of Applied Biological Science)
- Kasumi-Campus (in Kasumi, Minami-ku, Hiroshima, 34° 22′ 47,9″ N, 132° 28′ 45,6″ O):
  - Fakultät für Medizin
  - Fakultät für Zahnmedizin
  - Fakultät für Pharmazie

Die Abendkurse (Rechtswissenschaft und Wirtschaftswissenschaften) und Graduate School für Geschäftsleute liegen im Higashisenda-Campus (in Higashisenda-chō, Naka-ku, Hiroshima, 34° 22′ 49,7″ N, 132° 27′ 26,5″ O; der ehemalige Campus der Geistes- und Naturwissenschaftlichen Hochschule Hiroshima).

## Absolventen
- Tsutomu Yanagida (* 1949), Physiker und Hochschullehrer